# Harry Saltzman
Harry Saltzman (Sherbrooke, Quebec; 27 de octubre de 1915 - 28 de septiembre de 1994) fue un productor de cine canadiense, más conocido por su trabajo como coproductor de la serie de películas de James Bond con Albert R. Broccoli. Vivió casi toda su vida en Denham (Buckinghamshire).

## Biografía
Saltzman nació en un hospital en Sherbrooke, Quebec, hijo de Abraham Saltzman y Dora Horstein. Creció en Saint John, New Brunswick durante los primeros siete años de su vida. Su padre, un horticultor, emigró a los Estados Unidos en 1905 desde Kozienice, Polonia (entonces el Imperio Ruso), y se casó con Dora en 1909. La pareja se mudó a Canadá en 1910 donde nacieron sus cuatro hijos mayores (Minnie, Florence, Harry e Isadore), antes de que la familia se trasladara a Cleveland, Ohio donde nació su hijo menor, David. Harry se escapó de casa a la edad de 15 años, según su hija Hilary Saltzman en el documental de la Fundación Ian Fleming. Harry Saltzman: Showman. Aproximadamente a los 17 años, se unió a un circo y viajó con ellos durante algunos años. Saltzman tenía 30 años cuando se enteró de dónde había nacido.
En 1932, Saltzman se trasladó a Paris, Francia a estudiar ciencia política y economía. Sin embargo, al cabo de un año, estaba "seleccionando talentos a mano para 40 casas de vodevil de dos funciones al día en toda Europa." Afirmaba que había trabajado como asistente del director de cine francés René Clair, que viajó a los Estados Unidos en 1940 para hacer la película The Flame of New Orleans.
En 1942, Saltzman firmó un contrato de reserva con Fanchon & Marco Enterprises. Se trasladó a la costa oeste con la intención de fichar a grandes estrellas de la industria del cine. Primero se puso en contacto con los Hermanos Ritz, pero debido a compromisos cinematográficos, no pudieron firmar con él. En 1943, dirigía el Circo combinado de los hermanos Gilbert. Según un anuncio, la temporada de 1943 comenzó el 26 de mayo en Clifton (Nueva Jersey), manteniendo una actividad continuada en los estados del este de América hasta mediados de octubre.
Poco después del inicio de la Segunda Guerra Mundial, se alistó en la Real Fuerza Aérea Canadiense en Vancouver, Columbia Británica. Recibió un alta médica en Trenton (Ontario) en 1943, y se unió a la Oficina de Guerra Psicológica de los Estados Unidos porque quería volver a Europa.
En 1945 colaboró con Lin Yutang para fundar la división fílmica de la UNESCO, pero finalmente renunció debido a "diferencias este-oeste" que le parecían "tan desesperantes". Pasó un año con el Ministerio de Reconstrucción del gobierno francés. En ese momento, decidió que quería volver al mundo del espectáculo.
Después de la guerra recaló en París, donde conoció a Jacqueline Colin, una refugiada de Rumania, con quien posteriormente se casó. Allí se convirtió en parte del grupo de conocidos de la escritora Colette. Trabajó como ojeador para las producciones europeas de teatro, televisión y cine, pero gradualmente alcanzó el éxito produciendo obras de teatro. Se mudó a los Estados Unidos en la década de 1950. A finales de la década de 1950, Saltzman y Rhea Fink formaron Mountie Enterprises Corporation, para explotar caballitos mecánicos con monedas, que aparecieron por primera vez en los grandes almacenes, en las plantas dedicadas a la venta de artículos para niños. En febrero de 1951, Mountie Enterprises Corporation y la nueva compañía de Saltzman, Rider Amusement Corporation, reportaron un buen negocio, ya que ambas compañías obtuvieron contratos para instalar caballos de juguete que funcionaban con monedas en los principales grandes almacenes de numerosas ciudades estadounidenses. Saltzman afirmó ganar US$35 al día por cada caballo recreativo.
Se convirtió en supervisor de producción en Robert Montgomery Presents y produjo Captain Gallant of the Foreign Legion. Judith Krantz afirma que ella y Saltzman salieron brevemente. Al padre de Krantz le gustaba Saltzman y lo encontraba un conversador entretenido. Krantz afirma que Saltzman le propuso matrimonio. Ella se negó, diciendo que no era su tipo físico, lo que lamentó porque pensó que era "un compañero maravilloso, con una imaginación fantástica". Se mudó, con lo que para entonces era su familia de cuatro miembros, al Reino Unido a mediados de la década de 1950, donde volvió a producir teatro. Entró en el negocio del cine produciendo La falda de hierro (1956), una adaptación de la obra de teatro homónima. Saltzman inició Woodfall Film Productions con Tony Richardson y John Osborne, y produjo otros dramas aclamados del realismo social, como Look Back in Anger de 1959 y Saturday Night and Sunday Morning de 1960. El director Anthony Mann señaló la dicotomía en la carrera de Saltzman: "Harry solía hacer grandes películas; ahora las hace muy exitosas. Después de todo, no puedes ser un artista toda tu vida".
A principios de 1961, emocionado al leer la novela de James Bond Goldfinger, hizo una oferta para conseguir los derechos cinematográficos del personaje. Saltzman cofundó Danjaq con Albert R. Broccoli en 1962. Era una empresa matriz responsable de los derechos de autor y las marcas comerciales de James Bond en la pantalla, y su empresa hermana Eon Productions, que también fundaron como empresa de producción cinematográfica para las películas de Bond. El nombre de Danjaq es una combinación de los nombres de pila de las esposas de Broccoli y Saltzman, Dana y Jacqueline.
En 1958 fundó la productora Lowndes Productions, pero no la usó para la producción cinematográfica hasta 1965, completando ocho producciones a partir de entonces, entre ellas tres películas de Harry Palmer con Michael Caine: The Ipcress File (1965), Funeral in Berlin (1966) y Billion Dollar Brain (1967). En 1988 se estrenó la última producción de la empresa, que se disolvió en 1992.
Saltzman produjo otras películas entre las de James Bond y Harry Palmer, como su proyecto favorito de la Segunda Guerra Mundial La batalla de Inglaterra (1969), y Call Me Bwana (1963), una de las tres únicas películas que producirá Eon Productions fuera de la franquicia de James Bond. Saltzman también intentó hacer una película sobre Cuthbert Grant, líder métis canadiense.
En 1969, pidió prestados 70 millones de francos suizos (US$40,000,000) al Union Bank de Suiza. En 1970, obtuvo el control de la Technicolor Motion Picture Corporation  del presidente Patrick Frawley. Sin embargo, en 1972, según los informes, Saltzman tuvo que vender 370.000 acciones de Technicolor para pagar su préstamo del Union Bank. 'Film Bulletin' también afirmó que algunos de los antiguos aliados de Saltzman en 1970 le habían obligado a vender las acciones, que compraron, y estaban tratando de expulsarlo de la junta de Technicolor. Saltzman presentó varias demandas contra los miembros de la junta ejecutiva de la compañía "buscando retener sus posiciones en la firma", alegando una conspiración en su contra. El guionista Tom Mankiewicz afirma que Technicolor se vendía a 30 dólares por acción cuando Saltzman tomó el control de la empresa en 1970; y se vendía a 8 dólares la acción en 1972, cuando Saltzman fue destituido. En algún momento, Saltzman incumplió con los pagos de intereses al Banco Suizo.
Según una decisión judicial de 1978, Saltzman y Broccoli supuestamente habían acordado disolver Danjaq en 1972, pero luego Broccoli supuestamente se negó a cumplir con el acuerdo. Saltzman intentó sin éxito que los tribunales suizos disolvieran la empresa. By autumn that year, Saltzman's financial situation was desperate. En marzo de 1974, el "Los Angeles Times" informó que Saltzman estaba intentando vender a Paramount Pictures su participación del 50% en la franquicia de películas de Bond. El 24 de abril de 1978, Sir Patrick O'Connor del Tribunal Superior británico ordenó a Saltzman que pagara a un bufete de abogados estadounidense 13.000 libras (28.000 dólares) más otras 5000 libras (10.500 dólares) en intereses posteriores al juicio y costos judiciales. Saltzman había contratado a la firma para resolver sus dificultades financieras.
Las producciones de Saltzman en la década de 1970 también resultaron problemáticas. El musical de ciencia ficción Toomorrow, protagonizado por Olivia Newton-John, fue cancelado y generó varias demandas. También en 1970, tuvo que anular una película varias semanas antes de que comenzara el rodaje, sobre el bailarín Vaslav Nijinsky, protagonizada por Rudolf Nureyev. El director Tony Richardson creía que Saltzman se había excedido demasiado y que no disponía de los fondos necesarios para filmar la película. A lo largo de la década de 1970, Saltzman intentó producir una película sobre "Los Micronautas", una historia de ciencia ficción que debería ser protagonizada por Gregory Peck y Lee Remick, invirtiendo mucho dinero en el proyecto, que finalmente se archivó a finales de la década de 1970. Debido a numerosas dificultades financieras, Saltzman vendió su participación del 50% en Danjaq a United Artists Corporation en 1975. Posteriormente, su salud también se deterioró, sufriendo una depresión.
A principios de la década de 1970, a la esposa de Saltzman, Jacqueline, le diagnosticaron un cáncer terminal. En 1972, los Saltzman se trasladaron a San Petersburgo, Florida, donde vivía la hermana de Jacqueline. En marzo de 1977, Saltzman vendió su mansión inglesa y se mudó a tiempo completo a San Petersburgo. Jacqueline Saltzman murió de cáncer el 31 de enero de 1980.
En 1980, Saltzman compró la productora teatral H.M. Tennent Ltd., convirtiénsode en su presidente.
En 1982 vendió su casa de 15 habitaciones en Venetian Isles, St. Petersburg, Florida, y se mudó de nuevo a Londres; ahora enviudado, sus dos hijos mayores ya no iban a la escuela y el menor estaba estudiando en Suiza.
Saltzman prácticamente se retiró del negocio del cine a partir de entonces. Hacía mucho tiempo que deseaba producir una película sobre la vida de Vaslav Nijinsky, basada en biografías, cuyos derechos adquirió en la década de 1960. Tiene un crédito de productor ejecutivo en la película Nijinsky de 1980, y en la coproducción británica-italiana-yugoslava de 1988 Dom za vešanje. En 1992 disolvió H.M. Tennant.
Saltzman murió de un ataque al corazón el 28 de septiembre de 1994, mientras visitaba París.
Estuvo casado tres veces. Primero, estuvo casado brevemente en California. Luego se casó con Jacqueline Colin. Harry y Jacqueline Saltzman tuvieron tres hijos: Hilary, Steven y Christopher. Posteriormente, se casó con Adriana Ghinsberg.

### James Bond
En 1960, la exitosa producción de Broccoli e Irving Allen, Warwick Films, se comprometió a producir y distribuir el drama biográfico Los juicios de Oscar Wilde. Su falta de éxito comercial inició una cadena de circunstancias que llevaron a la disolución de la empresa en quiebra en 1961, y aumentaron las tensiones entre los dos socios. Ya en desacuerdo sobre James Bond, terminaron su asociación. Libre de volver a su intento de adaptar al cine las novelas de Bond, Broccoli escuchó de los editores de Fleming que los derechos no estaban disponibles. Más tarde, el guionista Wolf Mankowitz, tuvo una cena de trabajo en Nueva York sobre otro guion con Broccoli. Mankowitz conocía a Saltzman casualmente por las producciones de Broadway en las que los dos habían estado involucrados, y sabía que Saltzman tenía los derechos de los libros de Bond. Se ofreció a presentar a los dos hombres y organizó una reunión para la mañana siguiente. Saltzman y Broccoli formaron una sociedad en 1962 para crear el holding Danjaq LLC y la productora Eon Productions, y casi de inmediato comenzaron a contratar personal, como el diseñador de producción Ken Adam y a un equipo de escritores como Richard Maibaum y Mankowitz. Habiendo pasado los derechos de Casino Royale a una adaptación televisiva temprana, el equipo comenzó a considerar la mejor novela para adaptar para presentar al personaje. Después de reunirse con United Artists y haber recibido una financiación de un millón de dólares, los realizadores eligieron al Dr. No. Saltzman seguiría siendo el socio de Broccoli hasta la novena película de la serie, El hombre de la pistola de oro de 1974.
Saltzman estuvo cerca de rechazar la elección de Paul McCartney para la banda sonora de Vive y deja morir. McCartney le pidió al productor George Martin que se reuniera con los productores sobre la canción principal. Saltzman sorprendió a Martin preguntándole quién podían cantarlo, sugiriendo solo vocalistas negras. Martin señaló que si McCartney no era el cantante, no se entendería la canción. Saltzman se comprometió a que McCartney compusiera el tema principal, y que B. J. Arnau realizara una versión soul en la discoteca "Fillet of Soul".

## Producciones de Saltzman
- La falda de hierro, 1956
- Look Back in Anger, 1958
- Saturday Night and Sunday Morning, 1960
- The Entertainer, 1960
- Dr. No, 1962
- Desde Rusia con amor, 1963
- Call Me Bwana, 1963
- Goldfinger, 1964
- The Ipcress File, 1965
- Un hombre llamado Juan, 1965
- Thunderball, 1965 (acreditado como "Productor Ejecutivo")
- Campanadas a medianoche, 1965
- Un monde nouveau, 1966 (acreditado como "presentador")
- Funeral en Berlín, 1966
- Shock Troops, 1967 (acreditado como "presentador")
- Sólo se vive dos veces, 1967
- Israel: A Right to Live, 1967 (documental)
- Billion Dollar Brain, 1967
- Mercenarios sin gloria, 1968
- La batalla de Inglaterra, 1969
- Al Servicio Secreto de Su Majestad, 1969
- Toomorrow, 1970
- Diamonds Are Forever, 1971
- Days of Fury, 1973
- Vive y deja morir, 1973
- El hombre de la pistola de oro, 1974
- Nijinsky, 1980
- Dom za vešanje, 1988